# Fohra (Gemeinde Kottes-Purk)
Fohra ist eine Ortschaft und eine Katastralgemeinde der Gemeinde Kottes-Purk im Bezirk Zwettl in Niederösterreich. Die Ortschaft hat 13 Einwohner (Stand 1. Jänner 2025).

## Geografie
Die Streusiedlung im Süden des Gemeindegebietes befindet sich in einer Waldlichtung auf einem Ausläufer des Trastallberges und ist über die Landesstraße L7129 erreichbar. Östlich von Fohra entspringt der Rannabach und mündet in Mühldorf in den Ötzbach ein. Am 1. April 2020 umfasste die Ortschaft, zu der auch die einschichtig liegenden Gehöfte Höllerhof und Trastallhof zählen, 9 Adressen.

## Siedlungsentwicklung
Zum Jahreswechsel 1979/1980 befanden sich in der Katastralgemeinde Fohra insgesamt 5 Bauflächen mit 4.820 m² und 19 Gärten auf 32.590 m², 1989/1990 gab es 5 Bauflächen. 1999/2000 war die Zahl der Bauflächen auf 16 angewachsen und 2009/2010 bestanden 11 Gebäude auf 16 Bauflächen.

## Geschichte
Der Ort wird spätestens 1590 zum ersten Mal schriftlich erwähnt.
Im Eintrag der Josephinischen Fassion aus Jahre 1786/87 gab es im heutigen Ort 4 Häuser (davon 3 in Fohra selbst und eines in Höllerhof).
Im Jahr 1822 wurde der Ort als Dorf mit fünf Häusern genannt, das nach Niederranna eingepfarrt war, wohin auch die Kinder eingeschult wurden. Die Herrschaft Oberranna besaß die Ortsobrigkeit, besorgte die Konskription und hatte die Grundherrschaft inne. Die Landgerichtsbarkeit wurde von der Herrschaft Pöggstall ausgeübt.
Im Franziszeischen Kataster von 1823 ist Fohra als Teil der Katastralgemeinde Oberranna vermerkt,
Nach der Entstehung der Ortsgemeinden 1849 wurde der Ort eine Katastralgemeinde der Ortsgemeinde Gschwendt.
Laut Adressbuch von Österreich waren im Jahr 1938 in Fohra zwei Landwirte mit Direktvertrieb ansässig.
Im Zuge der Niederösterreichischen Kommunalstrukturverbesserung wurde der Ort durch die Vereinigung der Gemeinde Gschwendt mit der Gemeinde Kottes-Purk am 1. Jänner 1971 ein Teil der heutigen Gemeinde.

## Bodennutzung
Die Katastralgemeinde ist landwirtschaftlich geprägt. 72 Hektar wurden zum Jahreswechsel 1979/1980 landwirtschaftlich genutzt und 131 Hektar waren forstwirtschaftlich geführte Waldflächen. 1999/2000 wurde auf 61 Hektar Landwirtschaft betrieben und 146 Hektar waren als forstwirtschaftlich genutzte Flächen ausgewiesen. Ende 2018 waren 49 Hektar als landwirtschaftliche Flächen genutzt und Forstwirtschaft wurde auf 147 Hektar betrieben. Die durchschnittliche Bodenklimazahl von Fohra beträgt 17 (Stand 2010).